# Sjevernomakedonska vaterpolska reprezentacija
Makedonska vaterpolska reprezentacija predstavlja Makedoniju u vaterpolu.

## Povijest
Do 2008. godine, reprezentacija nije imala nikakvog značajnijeg međunarodnog uspjeha. Neki igrači iz Crne Gore, Srbije i Hrvatske uzeli su makedonsko državljanstvo kako bi nastupili za reprezentaciju Makedonije. 

Time je reprezentacija dobila na kvaliteti, a rezultat toga je drugo mjesto na kvalifikacijskom turniru za europsko prvenstvo 2008. u Malagi s kojim su se prvi puta plasirali na neko veliko natjecanje.

Procedura dobivanja makedonske putovnice je bila jednostavna, i čista, jer nije trebalo izmišljati rodbinu iz Makedonije, niti mijenjati prezime (kao što je bio slučaj kod nekih drugih europskih država u nekim drugim športovima); jedini uvjet je bio da ti igrači nisu imali nastup za drugu reprezentaciju u zadnjih 12 mjeseci. Na Univerzijadi 2011. Makedonija je osvojila brončano odličje.

## Poznati igrači
- Dalibor Perčinić (igrao od 2007.), vratar, prije igrao za Hrvatsku

## Sastavi na velikim natjecanjima
- vaterpolsko EP 2008.: 8. mjesto

- kvalifikacije: Urošević, Maljković, Vuksanović, Popovski, Micić, Kuzmanovski, Krstanović, 
Krečković, Kristić, Bašić, Petrović, Danijel Benić, Perčinić. Izbornik: Krstanović.

- glavni turnir: isto
- vaterpolsko SP 2009.: 14. mjesto

- vaterpolsko EP 2010.: 12. mjesto

| Ime i prezime      | Klub        |
| ------------------ | ----------- |
| Danijel Benić      | Rabotnički  |
| Nenad Bosančić     | Rabotnički  |
| Edi Brkić          | Šibenik     |
| Zdravko Delaš      | Lazio       |
| Dimitar Dimovski   | Rabotnički  |
| Blagoje Ivović     | Barceloneta |
| Bojan Janevski     | Rabotnički  |
| Vladimir Krečković | Rabotnički  |
| Vladimir Latković  | Rabotnički  |
| Dalibor Perčinić   | bez kluba   |
| Nenad Petrović     | bez kluba   |
| Igor Računica      | Koper       |
| Ivan Vuksanović    | bez kluba   |
| Stevan Nonković    |             |

- vaterpolsko EP 2012.: 11. mjesto

## Vanjske poveznice
- Hrvatski vaterpolski portal  Arhivirana inačica izvorne stranice od 14. veljače 2008. (Wayback Machine) Perčinić: 'U Skoplju se igra uz Tošine pjesme'